# La Papiola
La Papiola es una entidad de población española del municipio de Albiñana, perteneciente a la provincia de Tarragona, en la comunidad autónoma de Cataluña. En 2022, la entidad singular de población tenía empadronados 545 habitantes y el núcleo de población, los mismos.